# رومن چولور
رومن چولور (انگلیسی: Romain Chouleur؛ زادهٔ ۱۰ ژانویهٔ ۱۹۸۶) بازیکن فوتبال اهل فرانسه است که در پست هافبک بازی می‌کند.
از باشگاه‌هایی که در آن بازی کرده‌است می‌توان به باشگاه فوتبال نانسی اشاره کرد.